# Université d'État de Sonoma
L'université d'État de Sonoma, ou Sonoma State University (aussi appelée SSU, Sonoma State ou Sonoma) est une université publique du comté de Sonoma, en Californie. Elle fait partie du système des universités d'État de Californie et compte parmi les institutions destinées au service des Hispaniques.
L'université de Sonoma propose 92 programmes de premier cycle, 19 programmes de master et 11 diplômes d'enseignement.